# تبرماهی ریزه
تبرماهی ریزه (نام علمی: Carnegiella myersi) نام یک گونه از سرده تبرماهی‌های کوچک است.